# Wąglin
Wąglin – wieś w Polsce położona w województwie łódzkim, w powiecie radomszczańskim, w gminie Gomunice.
W latach 1975–1998 miejscowość administracyjnie należała do województwa piotrkowskiego. 
Narodowy Spis Powszechny Ludności i Mieszkań z 2011 określił liczbę ludności mieszkańców wisi na 141 osób, z czego 48,9% to kobiety a 51,5% to mężczyźni.